# U-Bahn-Station Schweglerstraße
Die Station Schweglerstraße der Wiener U-Bahn-Linie U3 ist mehrgeschoßig und im 15. Wiener Gemeindebezirk Rudolfsheim-Fünfhaus. Sie wurde im Zuge der Freigabe des 3. Teilstücks der U3 am 3. September 1994 eröffnet. Namensgeber ist die 1875 nach dem Bürgermeister der ehemals selbstständigen Gemeinde Rudolfsheim, Johann Schwegler (1820–1903) benannte Straße.

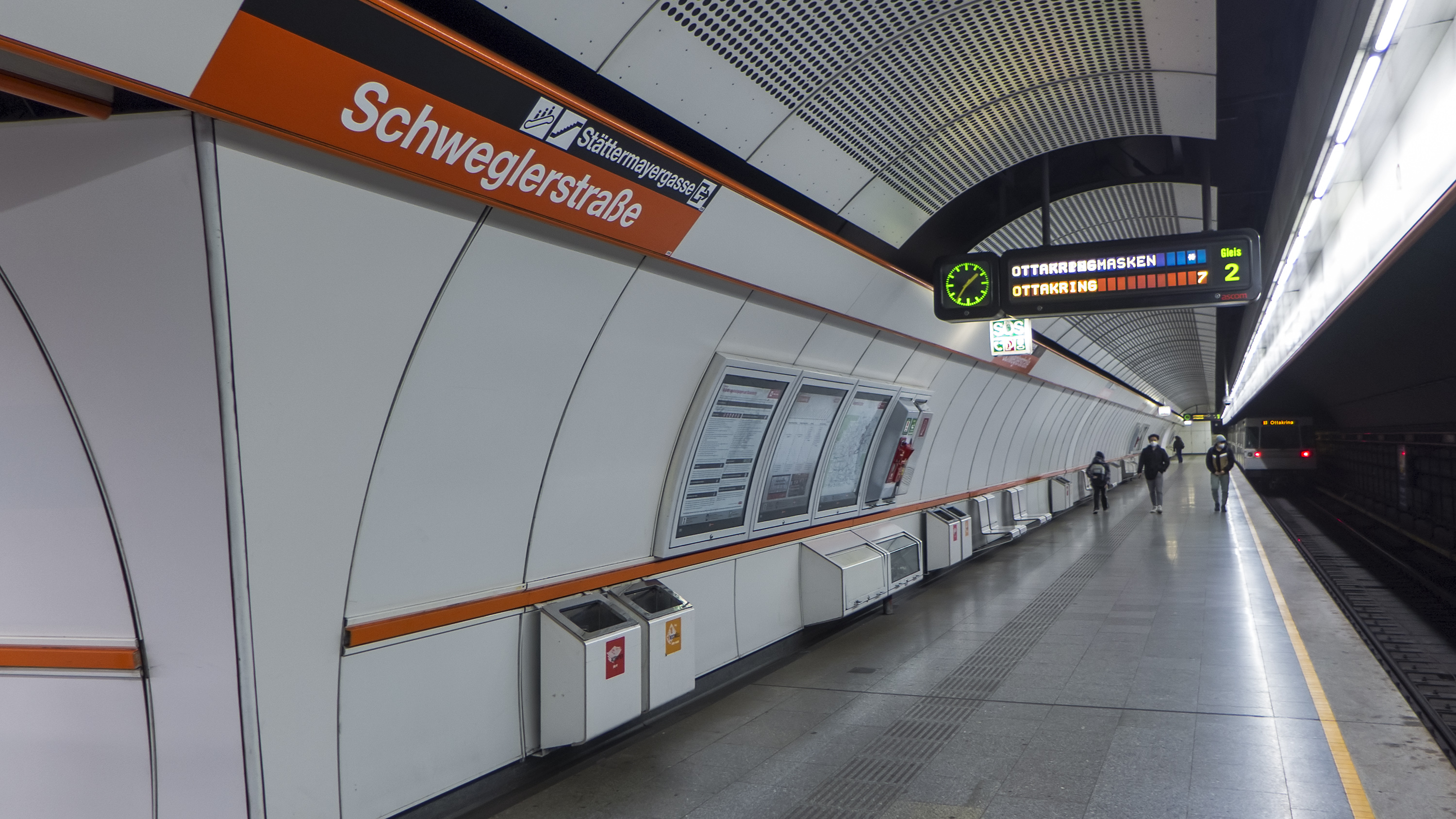
Bahnsteig der Station

Die Station erstreckt sich unter der Märzstraße zwischen der Benedikt-Schellinger-Gasse und der Stättermayergasse und verfügt über einen Mittelbahnsteig. Vier Ausgänge führen in die verkehrsberuhigte Benedikt-Schellinger-Gasse sowie in die Stättermayergasse. Die Station ist sowohl mit festen Stiegen wie auch mit Rolltreppen ausgestattet, darunter die drei zur Zeit der Errichtung längsten Rolltreppen Österreichs, die auf einer Länge von 43 Metern einen Höhenunterschied von 20 Metern überwinden. Im Betriebsgebäude Benedikt-Schellinger-Gasse 13 wurde ein barrierefreier Ausgang per Aufzug eingerichtet. Es besteht die Möglichkeit zu den Straßenbahnlinien 9 nach Gersthof bzw. Westbahnhof und 49 in Richtung Dr.-Karl-Renner-Ring bzw. Hütteldorf sowie zur Autobuslinie 12A in Richtung Längenfeldgasse bzw. Schmelz umzusteigen. In der Nähe befand sich das Kaiserin-Elisabeth-Spital und befindet sich der Reithoffer-Park.

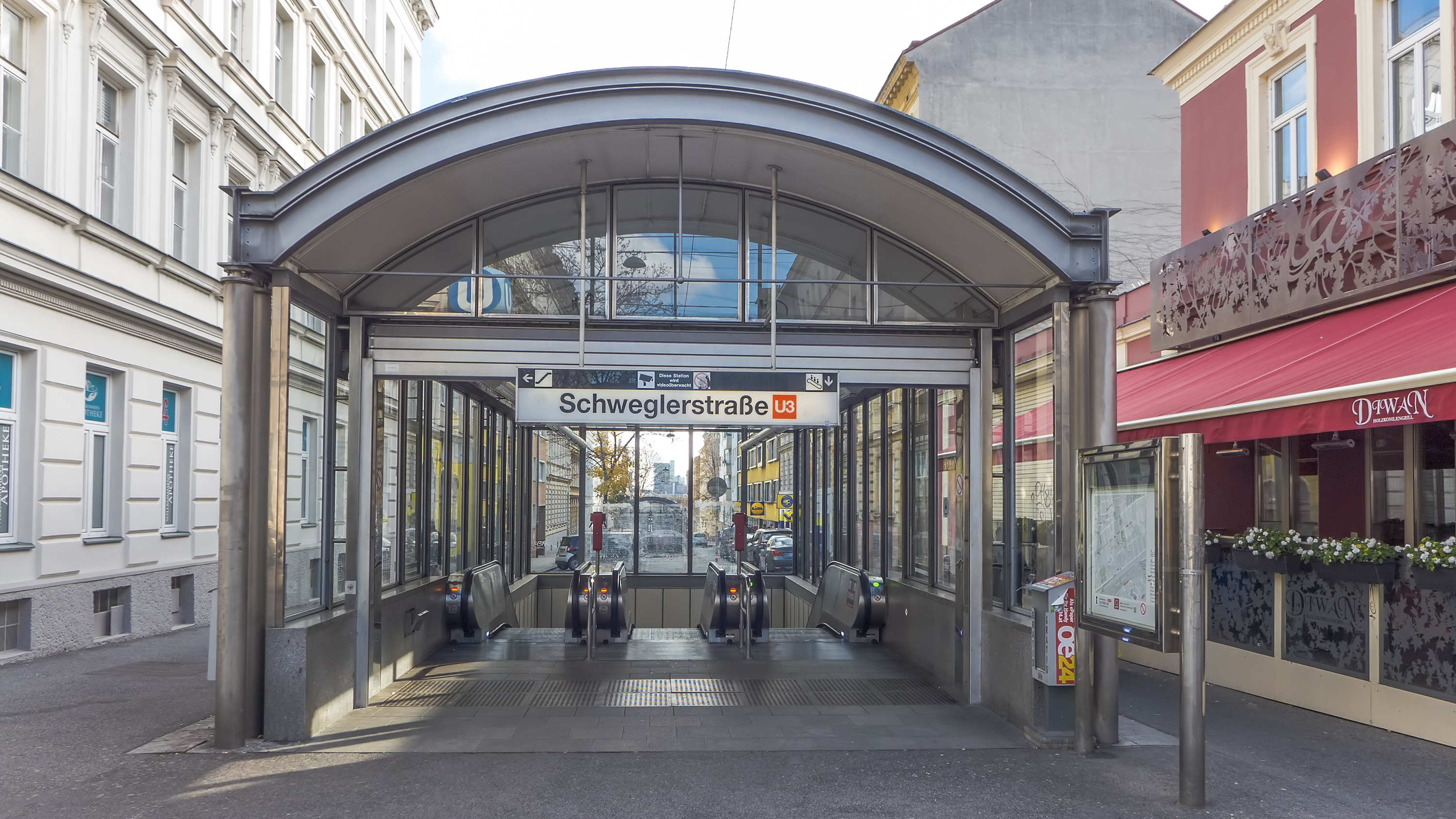
Eingang in der Stättermayergasse
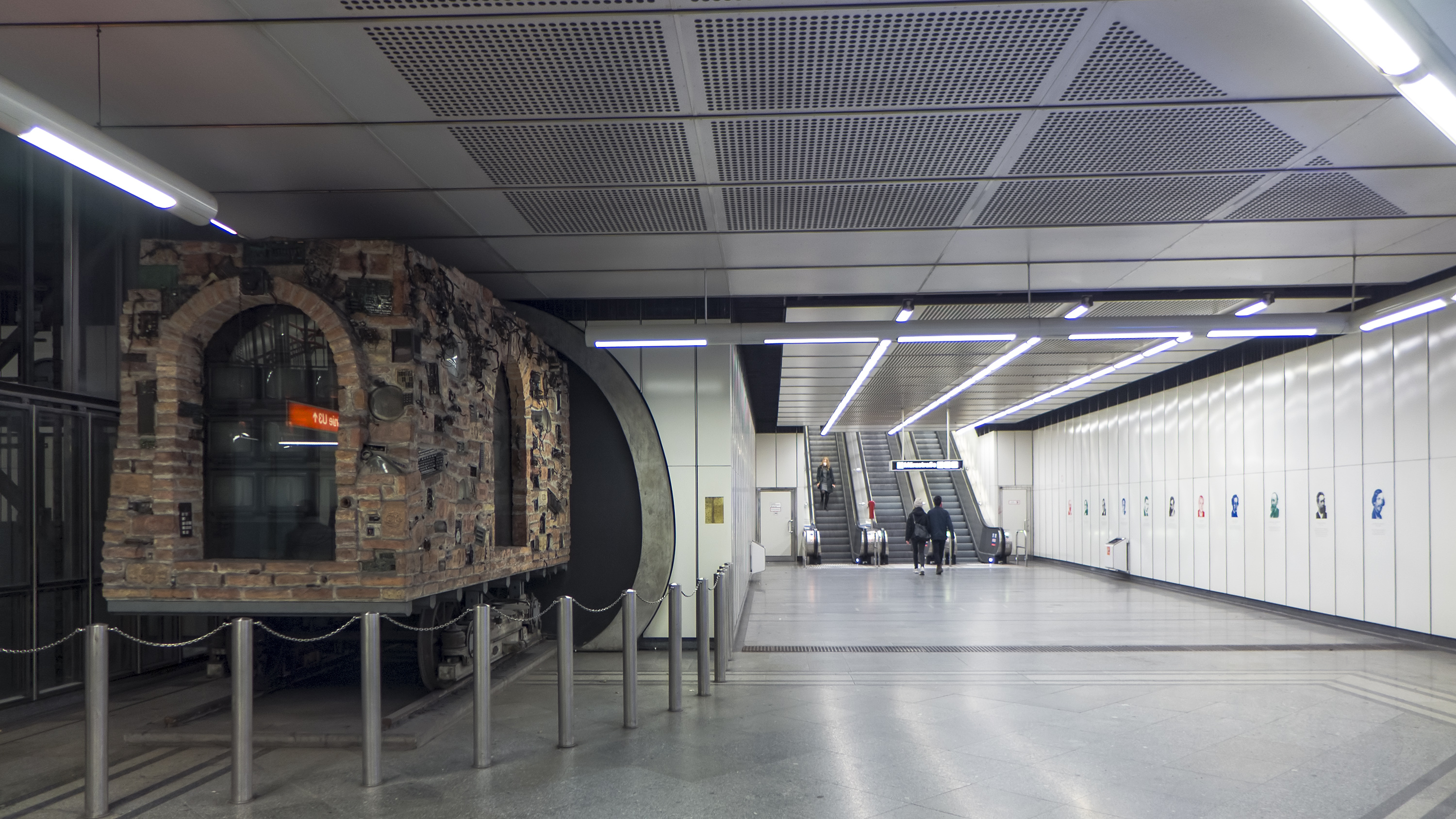
In der Station
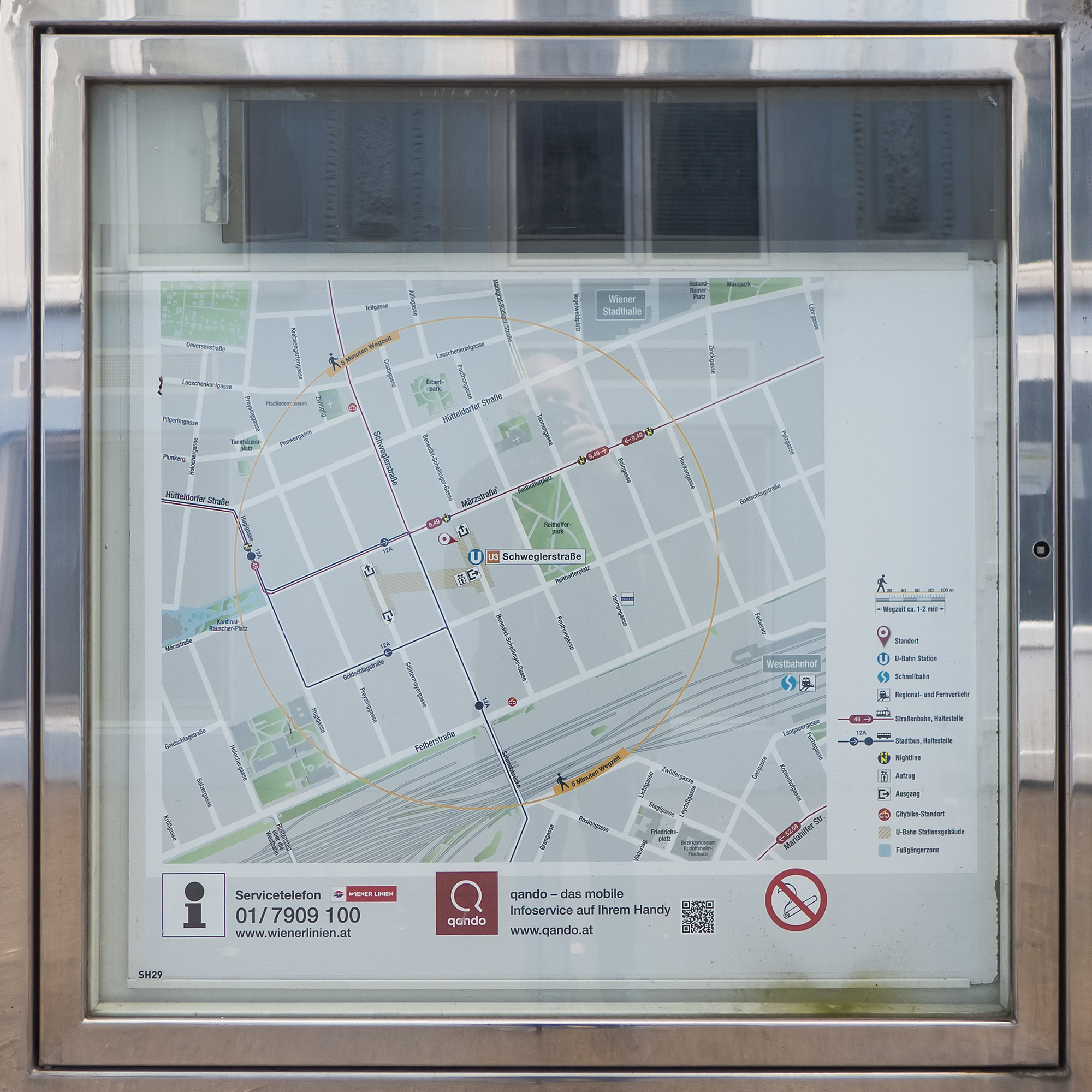
Umgebungsplan

## Ausgestaltung
Gemäß der Tradition, die Stationen der Linie U3 mit Kunstwerken auszustatten, wurde die Station Schweglerstraße unter das Motto „Kunst der Technik“ gestellt. Im Untergeschoß der Station befindet sich seit 1994 die Installation Tele-Archäologie des Medienkünstlers Nam June Paik. Ein mit Ziegelsteinen ummantelter U-Bahn-Waggon scheint in einen schwarzen Tunnel zu fahren. In die Ziegelsteine – seltenen Stücke aus dem Wiener Ziegelmuseum – sind diverse Elemente wie Monitore, Tastaturen und Platinen eingelassen. Im Inneren waren ursprünglich auf 39 Monitoren Videosequenzen von Nam June Paik zu sehen; die Abspielanlage ist aber mittlerweile defekt und mangels Ersatzteilen nicht reparierbar.
Ebenfalls im Untergeschoß wurden etliche Exponate aus dem Technischen Museum installiert. Im Schachtbereich zwischen den Aufzügen hängen ein Mini Cooper, die Räder einer Lokomotive, ein Sportflugzeug und eine Mercury-Raumkapsel von der Decke. Der Schwallluft-Schacht beherbergt eine „Wellenmaschine“ mit einem Propeller von drei Metern Durchmesser, der durch die Schwallluft der ein- und ausfahrenden Züge angetrieben werden sollte, was aber wegen zu geringer Luftströmung nicht funktioniert.
Der Stationsbereich in Richtung des Ausgangs Benedikt-Schellinger-Gasse ist mit 22 Porträts bedeutender österreichischer Erfinder, Techniker und Physiker ausgestaltet. Es sind dies die Pioniere des Tunnelbaus Ladislaus von Rabcewicz, Leopold Müller und Christian Veder, die Ingenieure im Eisenbahnwesen Carl von Ghega, Karl Gölsdorf, Alois Negrelli und Friedrich Ignaz von Emperger, die Erfinder Josef Ressel, Carl Auer von Welsbach, Viktor Kaplan, Johann Korbuly, Siegfried Marcus, Gustav Tauschek und Wilhelm Kress, die Physiker Ludwig Boltzmann, Lise Meitner, Erwin Schrödinger, Christian Doppler, Robert von Lieben und Josef Maximilian Petzval, der Konstrukteur Ferdinand Porsche und den Gründer des Technologischen Gewerbemuseums Wilhelm Exner.

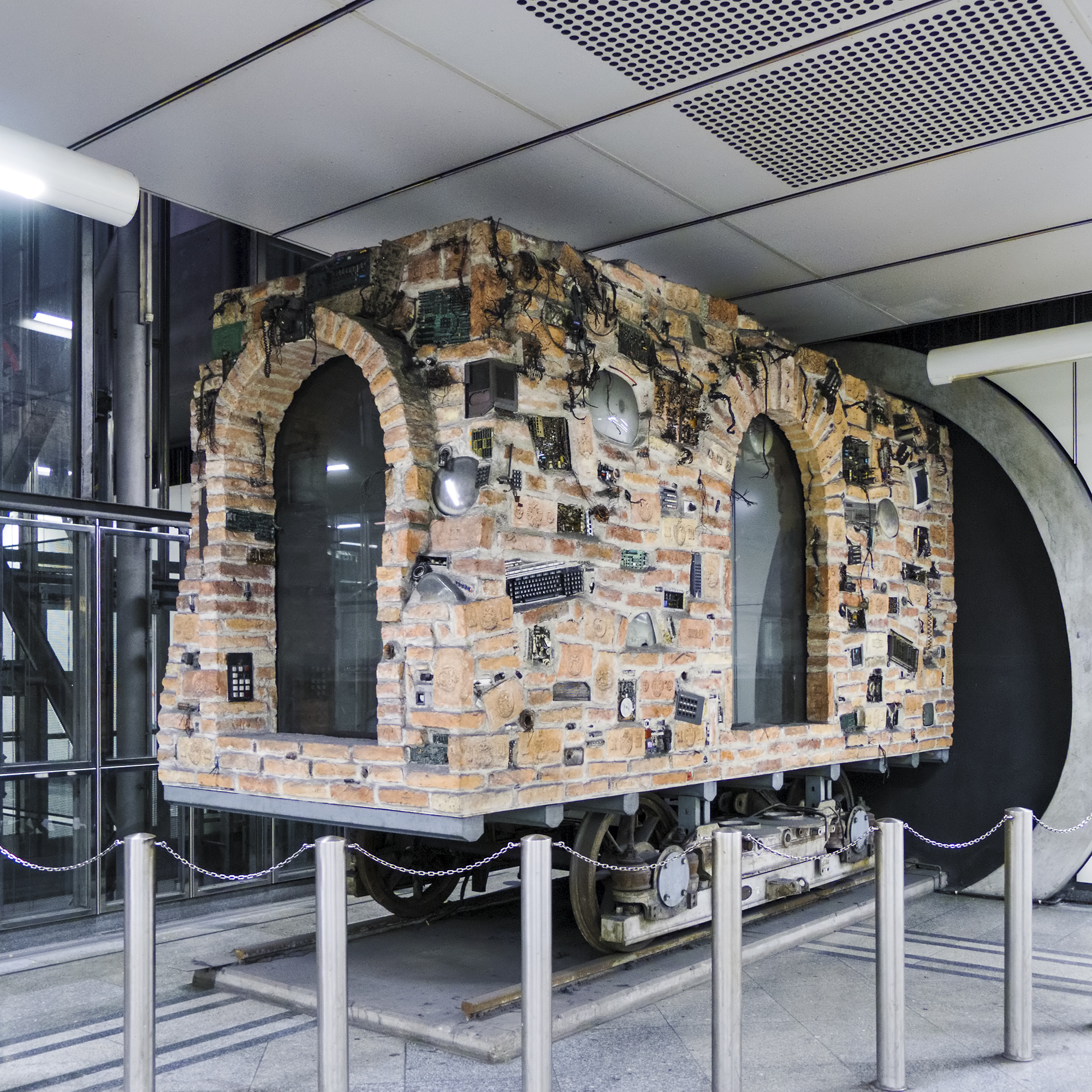
Installation Tele-Archäologie
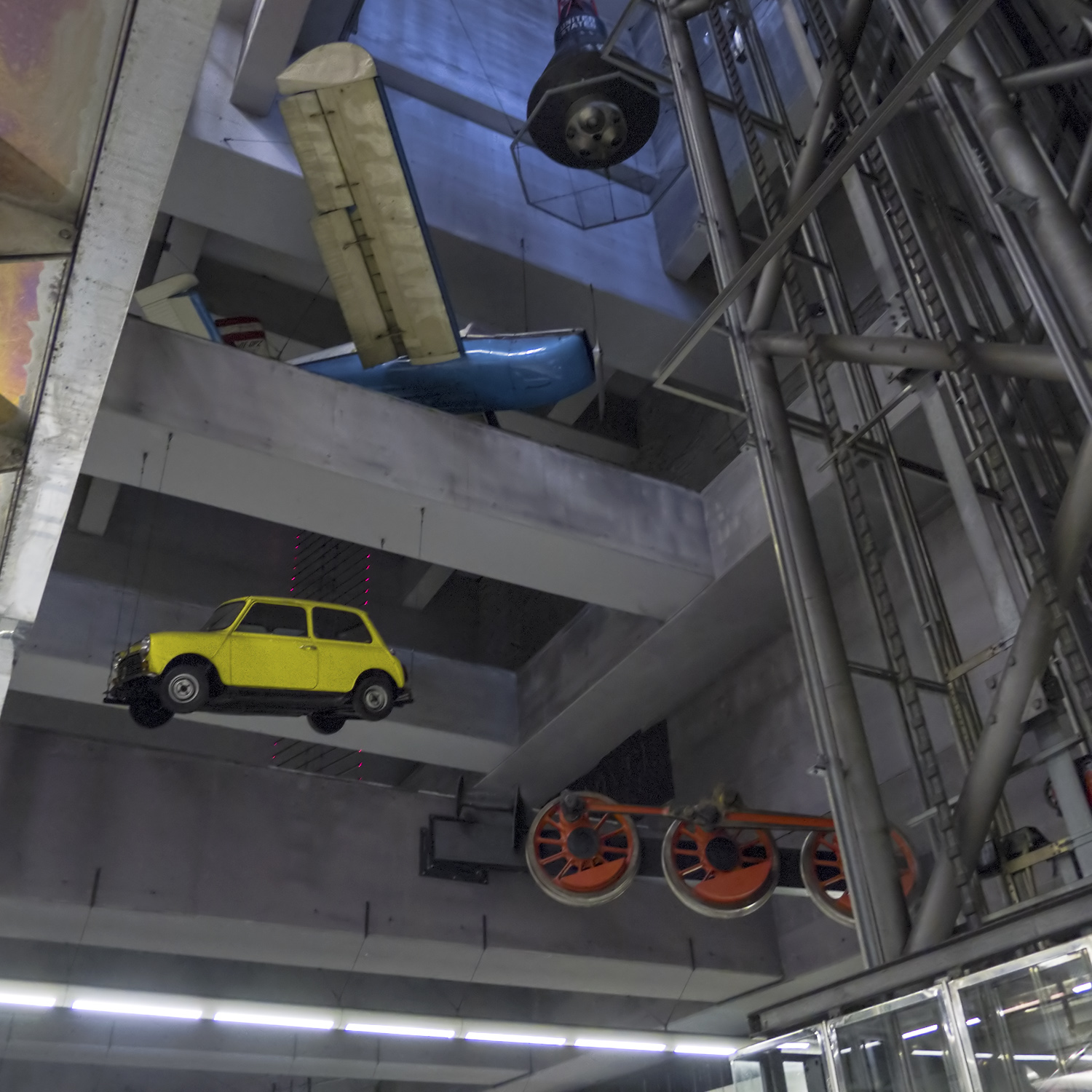
Exponate des Technischen Museums
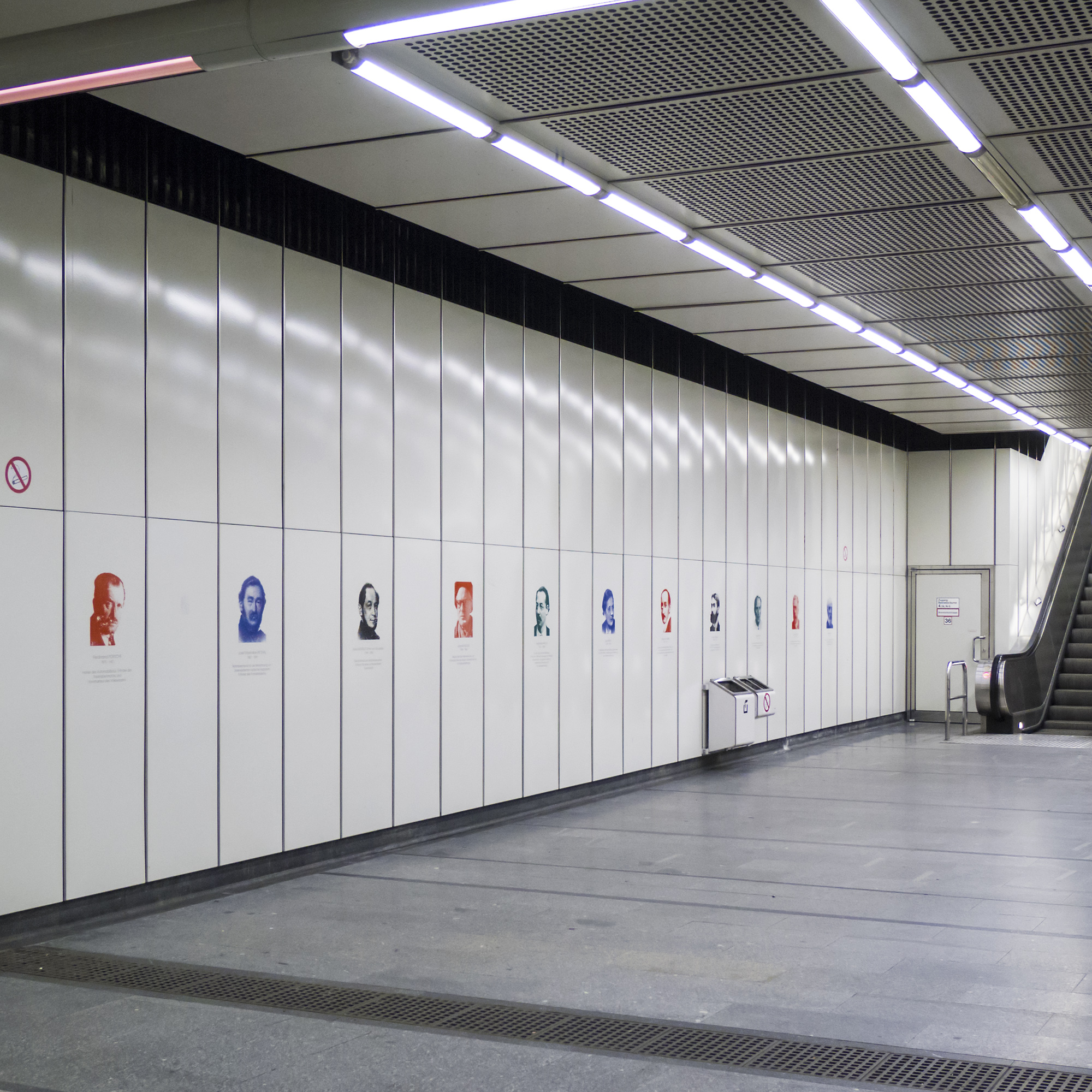
Porträts von Pionieren der Technik und Physik
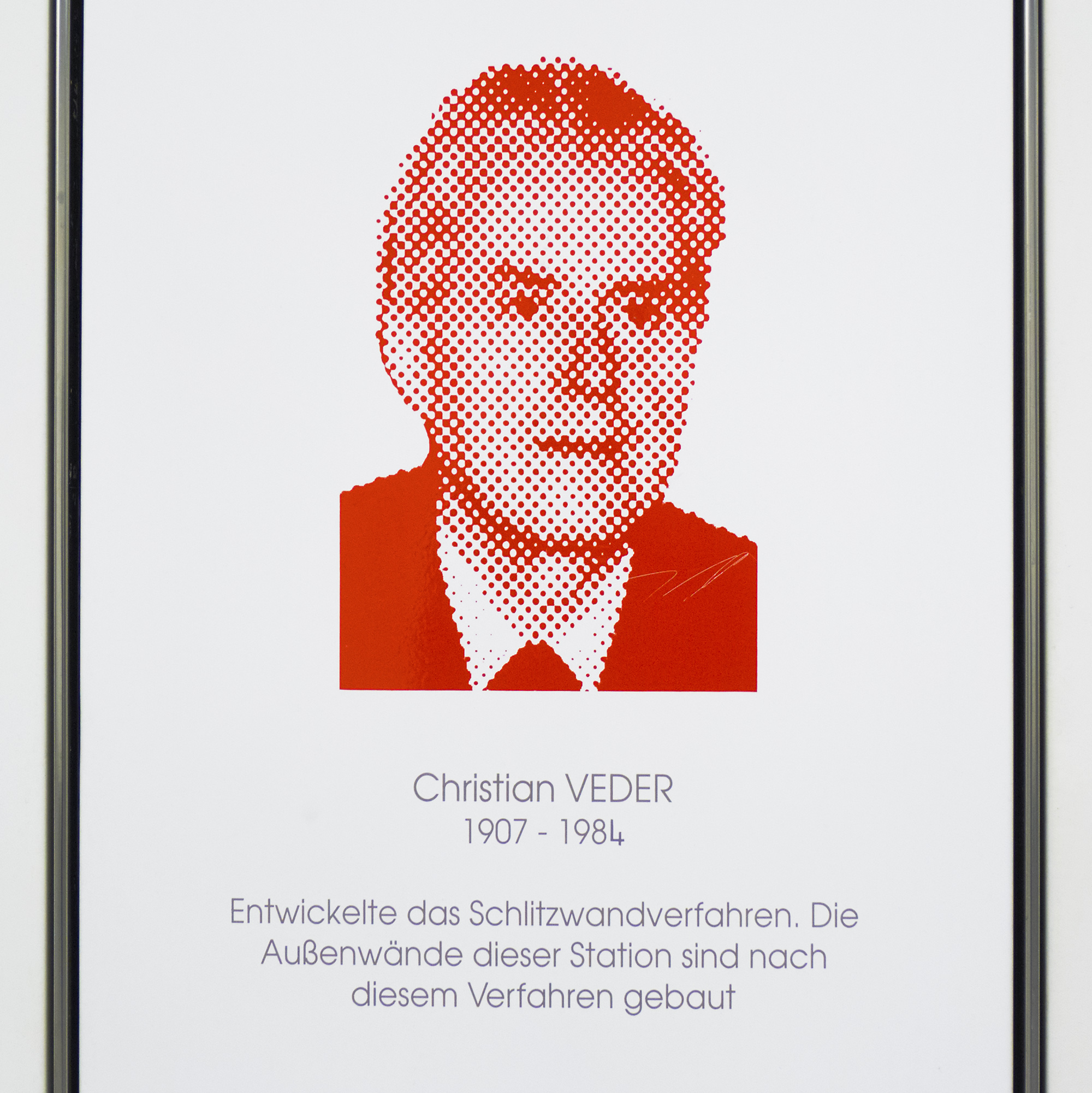
Porträt Christian Veder
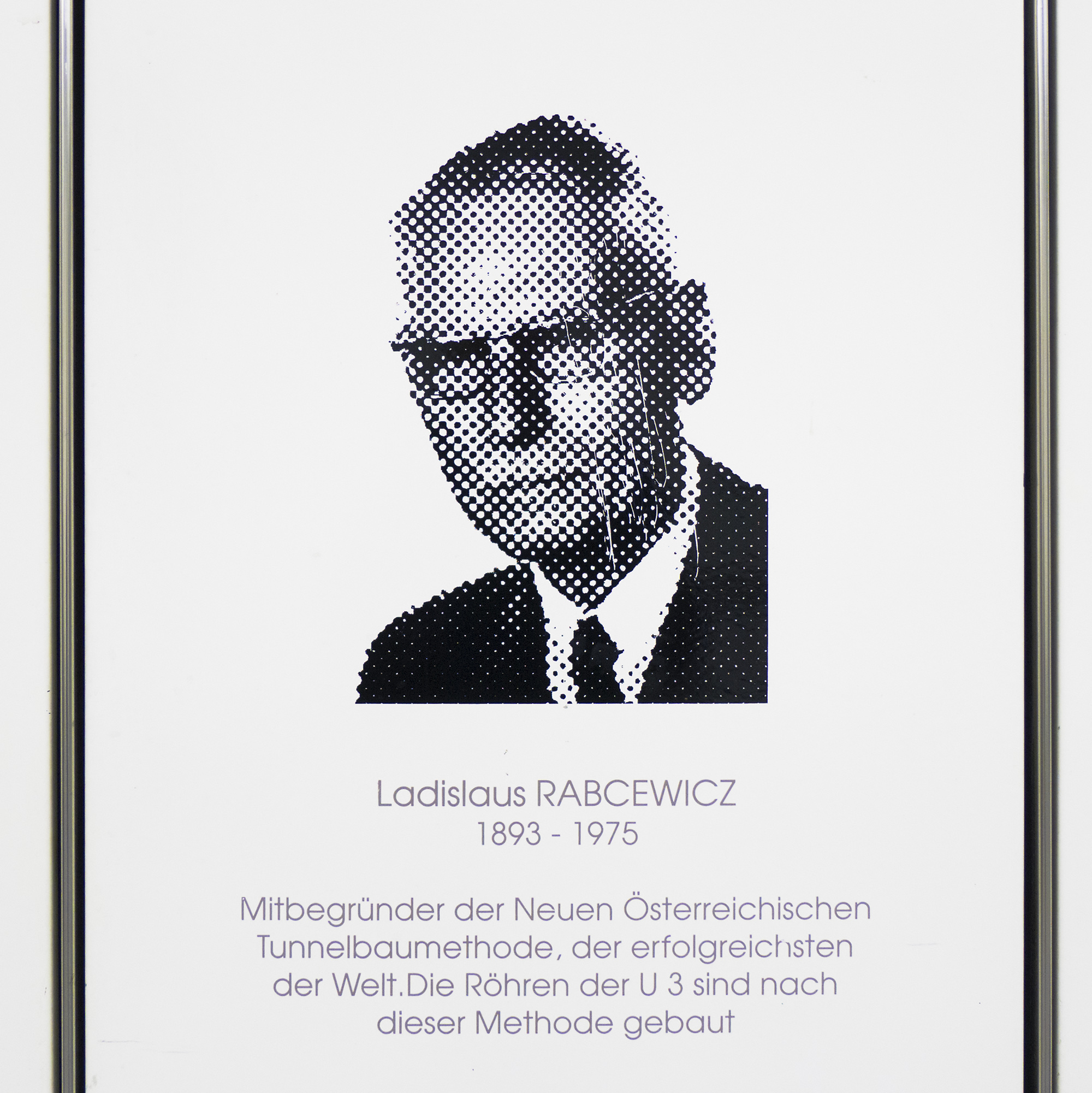
Porträt Ladislaus von Rabcewicz